# 佐藤ミケーラ倭子
佐藤 ミケーラ 倭子（さとう ミケーラ わこ、Sato Michaela Wako、1996年4月17日 - ）は、日本の女性タレント、YouTuber、TikToker、インフルエンサー、モデル、女優。女性アイドルグループ・アイドリング!!!の元メンバー、ファッション雑誌『JELLY』の元専属モデル。東京都出身。ティーエムオーの芸能プロダクション部門・サンクチュアリ所属。
芸名を一時期は「佐藤 ミケーラ」と短縮して活動していたが、2020年より現行名に復帰している。

## 略歴

### 黎明期（ - 2012年）
5歳からチャイルドモデルとして活動を始め、イデア（インセントグループ）に所属する。
2007年 - 10月、『撮りッたがり決死隊 トッターマンDS』に出演。
2009年 - 2010年、『ワコール ファミリーカタログ』や『ワコールジュニア』などにモデル出演。

### アイドリング!!!時代（2013年 - 2015年）
2013年 - 7月、芸能プロダクションエイベックス・プランニング&デベロップメントに所属し、女性アイドルグループ「アイドリング!!!」に35号として加入する。8月、自身を含む5人の新メンバーは、派生ユニット「アイドリングNEO」として活動するとアナウンスされる。31日、アイドリングNEOのデビュー曲「mero mero」で、メンバーとしてライブデビュー。11月、初のレギュラー番組『NEO殿talk night』の放送開始。12月、冠番組『真由毛の間にミケんnight!?』の放送開始。
2014年 - 3月、YAMANOイメージガールに選出される。冠番組『佐藤ミケーラの みけ、みーっけた！』の放送開始。4月、所属事務所が業務提携したアークプロダクションに、マネージメント業務を委託する。山野美容専門学校の定期イベント「YAMANOオープンキャンパス」に出演。以降、同イベントに数回の出演。7月、活動中のアイドリングNEOが「NEO fromアイドリング!!!」と改名。
2015年 - 2月、フォークデュオ・コブクロのシングル「奇跡」のミュージック・ビデオに出演。
10月、NEO fromアイドリング!!!の活動が終了し、2年以上在籍した母体のアイドリング!!!を卒業。

### モデル / タレント活動（2015年 - 2019年）
2015年 - 12月、芸能事務所A.M.Entertainmentに移籍し、芸名を「佐藤ミケーラ」に短縮。
2016年 - 2月、朗読歌唱劇『あの日、たしかに私たちは「アイドル」だった。＜2016＞』に出演。3月、｢関西ビューティプロ専門学校」2016年度イメージキャラクターに就任。5月、配信ドラマ『グッドモーニング・コール』に出演。8月、どる☆NEO名義で大型アイドルイベント『TOKYO IDOL FESTIVAL 2016』に参加。
2017年 - 3月、濱口優主宰の企画初参加を経て、アイドリング!!!後継集団「メンテナンス」に仮入団。4月、1950年代風ファッション・イベント『sweet collection 2017』に参加。8月、メンテナンス名義で、『TOKYO IDOL FESTIVAL 2017』に参加。9月、アイドリング!!!の元同僚・酒井瞳の主演舞台『Who are you?』にゲスト出演。10月、初のラジオ番組レギュラー『MAGICAL SNOWLAND』に出演。
2018年 - 4月、アイドリング!!!OGが集結した次世代への番組『アイドルING!!!』に参加。5月、冠Webラジオ番組『佐藤ミケーラのオールナイトニッポンi』をOA。8月、前年に続きメンテナンス名義で、『TOKYO IDOL FESTIVAL 2018』に参加。9月、ファッション誌『JELLY』に専属モデルで所属。11月、出演した映画『レディ in ホワイト』が公開。12月、レギュラー番組『恋愛ドラマな恋がしたい2』に出演開始。
2019年 - 3月、大型ファッションショー「KANSAI COLLECTION」にて初ランウェイ。5月、A.M.Entertainmentを退所し、芸能界からの離脱を公表。8月、『TOKYO IDOL FESTIVAL 2019』の10周年企画として、NEO fromアイドリング!!!が4年ぶり1日限りの復活を果たし友情出演、個人でも7年連続の参加。その後、欧州のマルタ共和国に3か月の短期語学留学。

### YouTuber活動以降（2020年 - ）
2020年 - 1月、フリーランスで正式に活動を再開し、芸名を「佐藤ミケーラ倭子」に復名。SNSも再開し、YouTubeチャンネルを開設してYouTuberも始める。緩やかにフォロワーを増やしていき、特に5月に配信したエピソード『ベロが長すぎて出来ること』が1か月ほどで100万回視聴を突破した。11月、YouTubeチャンネル総再生回数が1000万回に到達。12月、ダブル主演短編映画『愛しのダディー殺害計画』が公開。
2021年 - 3月、YouTubeのゲーム実況用サブチャンネルを開設（その後アカウント停止）。5月、YouTubeチャンネルにコミカルな心の声をアフレコした動画を投稿したところこれが好評を得て、後に「再現シリーズ」となるこのスタイルが転機となって人気を獲得していく。その後出演するようになるWebドラマやCMでも、多くにこの独自のスタイルが起用されている。9月、千鳥 のバラエティ番組にて、久々にテレビ出演を果たす。また、この放送を機に多くの台湾メディアにも取り上げられ、現地で話題となる。10月、配信した『イカゲーム』の再現動画が短期間で100万回視聴を記録し、YouTubeチャンネル総再生数も2000万回に到達。
2022年 - 2月、YouTubeチャンネル登録者が10万人を超え、5月に総再生数が5000万回に到達。6月から配信のWebドラマ『港区女子』にて連続ドラマ初主演。10月、オーストラリアのブリスベンへの1か月間の語学留学を報告。同月、YouTubeチャンネルの総再生回数が大台の1億回に到達。12月、新たなYouTubeのサブチャンネルを開設。
2023年 - 3月、コンタクトレンズのCMモデルに出演。5月、メインチャンネルでの「再現シリーズ」の英語吹き替え版（吹き替え音声は佐藤本人ではなく他者による出演）のYouTubeチャンネルを開設。8月、「KANSAI COLLECTION」に出演。同月、パーソナリティを務める冠ラジオ番組『佐藤ミケーラ倭子のゴフンのスキマ』が放送開始。9月、「100%カジューハイ」のテレビCMに出演。
2024年 - 3月、YouTubeでの「再現シリーズ」を基にした小説『恋する猿は木から落ちる』を刊行。5月、メインのYouTubeチャンネルの登録者が50万人を突破。8月、フィリピンのマクタン島への1週間の留学を報告。10月、初の写真集『en』を刊行。情報番組『THE TIME,』およびバラエティ番組『ネタパレ』に準レギュラーとして出演を開始。
2025年 - 1月、冠ポッドキャスト番組『ミケの世はVibes』が配信開始。8月、『TOKYO IDOL FESTIVAL 2025』にてTIF15周年および全員卒業から10年の節目を記念してアイドリング!!!が1日限りの復活をし参加した。

## 人物
名前「ミケーラ」（アルファベット表記で「Michaela」）は、大天使ミカエルに由来する。父がブラジル人、母が日本人。一人っ子。愛犬に、ミニチュアダックスフントの「ピークー」を飼っている。好きな男性の顔は、父方の欧米人顔より、日本人顔の方がタイプだと述べている。母方の実家は福島県。
特技は、すべらない話、空手、絵、作詞、舌が長い。カエル好きであり、カエルグッズを集めたり携帯待ち受け画面にしたりしていた。
特技の空手は、米映画『チャーリーズ・エンジェル』（2000年）に触発され、小学3年生の頃から始めた。黒帯を取得しており、中学の頃に空手道選手権で優勝経験がある（型の部・組手の部）。
大人になるまで喋れたのは日本語のみだが、父親からの影響で片言のような訛りを露呈する場合がある。性格は飄々としていて、大らか。6歳まで、母乳を飲んでいた事実をカミングアウトしている。チャームポイントは長い舌。
学生時代にインディーズで短期間バンド活動した経験があり、ボーカルとギターを担当して作詞作曲したこともある。邦楽ではパンク、オルタナ系バンドをフェイバリットに挙げているが、バンド単位よりも曲単位の好みで聞くことが多いという。

### アイドリング!!!関連
- NEO期生

アイドリング!!!では35号。イメージフラワーはブーゲンビリア。イメージカラーはえんじ色（NEO fromアイドリング!!!ではミントグリーン）。歴代メンバーの内、古橋舞悠・関谷真由・橋本瑠果・佐藤麗奈と同期で、共にNEO fromアイドリング!!!のメンバーでもあった。
- 愛称 / キャラクター

愛称は主に「ミケ」と呼ばれる。場合によっては「わっこ(倭子)」とも呼ばれたが、和田アキ子の愛称と混同されそうだと難色を示したため、定着しなかった。
大らかなマイペースタイプで、メンバーからは、その"ゆるさ"を度々指摘されている。しかし与えられた役割には予想以上の結果を出す事が多く、器用な面も魅せている。また、身体能力が高く、ガチンコ企画「5期vsNEO期」相撲対抗戦で、5期生4人全員に連続で勝利するなど、格闘企画の上位に位置する事も多かった。
- メンバーとの関係

歴代メンバーのうち、関谷真由と同じ事務所に所属していたが、自身は当時アークプロダクションと業務提携していたため、活動は別行動だった。同期の仲でも親密で、SとMの関係だと例えている。同期以外では大川藍に可愛がられ、玉川来夢らとも親しい。
- その他

『アイドリング!!!』の番組企画で、ファッション誌『ViVi』専属モデルオーディションを受けた事がある。横山ルリカ・菊地亜美・橘ゆりかと共に1次選考は通過したが、2次選考で落選した。
女性アイドルの発掘・育成で著名な、ミスiD実行委員長・小林司が『アイドリング!!!』にゲスト出演した際、小林から、魅力的なアイドルとして非常に高い評価を受けている。

#### アイドリング!!!卒業
2015年10月31日、アイドリング!!!の活動終了に伴いグループを卒業した。2年3ヶ月在籍し、シングル3枚・アルバム2枚参加などの実績を残している。レギュラー番組『アイドリング!!!』にも同期間200回以上出演した。
- 卒業コメント

「グループ活動と学業の両立が最も苦しかったが、やり遂げた事は自信に繋がった」と語り、「元々アイドル志望ではなかったため、やり残したという思いはない。むしろマイペースでやらせて貰った。長い歴史の最後に居られた事に感謝している」と謝意を示した。
同期については、「NEOメンバーとは多くの活動を共にし、自発的に話し合い、いろんな苦難を一緒に乗り越えていった」と想いを吐露している。

#### NEOfromアイドリング!!!関連
2013年8月、アイドリング!!!の派生ユニット・アイドリングNEO（現・NEO fromアイドリング!!!）に一員として参画した。母体アイドリング!!!に伴う活動の終了まで在籍し、シングル4枚・アルバム1枚参加などの実績を残している。
アイドリング!!!においての活動と同様、派手さは無くとも器用でそつがなかった。活動晩年にはダンス・パフォーマンスも向上し、キレのある動きを魅せていた。

## 作品

### 写真集
- 佐藤ミケーラ倭子写真集 en（2024年10月2日、KADOKAWA、撮影：前康輔）ISBN 978-4-04-897776-0

## 出演

### ファッションショー
- KANSAI COLLECTION
  - 2019 SPRING&SUMMER（2019年3月17日、京セラドーム大阪）
  - 2023 AUTUMN&WINTER（2023年8月6日、京セラドーム大阪）[30]
- SHIBUYA SCRAMBLE COLLECTION SPRING（2025年3月1日、渋谷スクランブルスクエア Scene12）[59]

### テレビ
レギュラー
- アイドリング!!!（2013年8月 - 2015年10月、フジテレビワンツーネクスト）
- アイドリング!!! (地上波版)（2013年8月 - 2015年11月、フジテレビ/フジテレビONE）
- セノビタビ。 (2017年5月 - 6月、フジテレビ） - 体験リポーター
- THE TIME,（2024年10月 - 、TBS） - マーケティング部・プチマーケティング部リポーター
- ネタパレ（2024年10月 - 、フジテレビ） - 準レギュラー

その他
- 有田哲平の夢なら醒めないで（2018年5月、TBS） - ハーフタレント特集[60]
- ヤングラップバトル 〜Bring the Beat!〜（2018年9月、NHK総合） - インタビュアー
- バカリズム特番（2020年9月、フジテレビONE）
- たまゆら喫茶 「喫茶 gion」/「ロージナ茶房」/「ばらーど」（2023年3月、テレ朝チャンネル2）

### 映画
- レディ in ホワイト（2018年11月23日、テレビ大阪サービス） - 直美 役
- 愛しのダディー殺害計画（2020年12月11日、ファントム・フィルム） - 主演・大槻マリ 役[注 2]

### ドラマ
配信ドラマ
- グッドモーニング・コール（2016年5月13日ほか、Netflix/フジテレビオンデマンド） - 七瀬 役
- 福家堂本舗 〜KYOTO LOVE STORY〜 シーズン1（2016年10月以降、Amazonプライム・ビデオ） - ミカ 役

Webドラマ
- 港区女子（2022年6月24日 - 10月28日、東京カレンダー） - 主演・夏目和子 役
- 東京モンスター図鑑（2023年8月25日 - 11月10日、東京カレンダー） - 主演・倭子 役
- 東京グルメ図鑑（2024年5月17日 - 8月7日、東京カレンダー） - 主演・倭子 役
  - 港区婚活バトル編（2024年8月9日 - 9月6日）
  - 銀座でウイスキー編 / クリぼっち回避編 / 真美子の数珠繋ぎ編 / 癖客たちの居酒屋編（2024年11月27日 - 2025年3月28日）

ラジオドラマ
- FMシアター『島入り息子』（2024年7月27日、NHK-FM） - 主演・月島灯里[注 3]、江口茜 役[61]

### 舞台
- 朗読歌唱劇『あの日、たしかに私たちは「アイドル」だった。＜2016＞』（2016年2月19日 - 21日、ニッポン放送イマジンスタジオ）
- 100点un・チョイス！ 番外公演vol.2『Who are you?』（2017年9月13日、浅草六区ゆめまち劇場） - 日替わりゲスト[14]

### ゲーム
- イナズマイレブン 英雄たちのヴィクトリーロード（2025年8月22日〈予定〉、レベルファイブ） - 弁天九郎丸 役[62]

### CM・広告・イメージモデル
- ワコール  ファミリーカタログ（2009年 - 2010年、ワコールホールディングス）
  - 2009S/S・2009A/W・2010S/S・2010A/W
- 髙島屋写真館 Webスチールモデル（2012年）
- 2014年 YAMANOイメージガール（2014年3月 - 2015年2月、山野美容専門学校）[7]
- ASBee☆ スチールモデル（2014年4月、ジーフット）
- 関西ビューティプロ専門学校 イメージキャラクター（2016年3月 - 、学校法人関美学園）
- イトーヨーカドー スチール・レギュラーモデル（2016年6月 - ）
  - Webカタログ『恋♥水着』[63]
  - 2016 Autumn Shoes Collection
  - ほか多数
- FLOVE - RUNWAY channel（2017年3月 - 、MARK STYLER）
- RyuRyu（2017年3月 - 、ベルーナ）
- Nursery2017 Summer vol.58（2017年4月、ナースリー）
- an（2017年7月 - 、パーソルキャリア）
- 香港元気寿司 テレビCM（2018年5月 - 、元気寿司）
- じゃらん『夏旅のうた』篇 テレビCM（2018年7月 - 、リクルート）
- 恋愛リアリティーショー『恋愛ドラマな恋がしたい2』テレビCM（2018年12月、AbemaTV）
- Cleché（） WebCM・広告モデル（2023年3月、シンシア）
- 日清やみつきオイル WebCM（2023年8月 - 、日清オイリオグループ）
- 100%カジューハイ テレビCM・WebCM（2023年9月 - 、富永貿易）[32]
- LAMXIS スチールモデル（2024年10月 - 、ティーバランス）
- 1本満足バー『1食入魂でマンゾク』篇 テレビCM（2025年4月 - 、アサヒグループ食品）[64]

（PR）
- 伊勢半本店 紅ミュージアム（2017年3月、Yahoo!ライフマガジン）[65]
- JG vol.98『ケンズカフェ東京』(2018年9月、H14)
- 海外留学エージェント「スマ留」（2022年10月 - 11月・2024年8月 - 9月、リアブロード）[28][34]

### 配信テレビ・アプリ
- 真由毛の間にミケんnight!? プレミアム放送（2013年12月28日 - 2014年9月16日、AmebaStudio）
- 佐藤ミケーラの みけ、みーっけた!/オフィシャル生放送（2014年3月20日 - 2015年7月11日、AmebaStudio）/（2015年8月、AmebaFRESH!Studio）
- おと☆スタ（2015年6月18日、AmebaStudio） - アシスタントMC
- きみだけLIVE『たまには、お話しましょう会』(mixi) - 元アイドリング!!!企画
春(2016年4月3日) / 秋(2016年10月16日)
- セッさんフルさんの今夜もすべらNight（2016年4月15日・9月23日・2017年1月27日、SHOWROOM）[66]
- はまぐちコントサークル〜企画編〜 ｢スナックうめ子スペシャル｣ (2017年3月 - 2019年5月、SHOWROOM) - メンテナンス名義レギュラー
- sweet collection 2017（2017年4月15日、FRESH!) - リポーター
- アイドルING!!!〜ネクスト育成ング!!!（2018年4月、FRESH!）
- 猫舌SHOWROOM『豪の部屋』（2023年2月21日、SHOWROOM）

恋愛リアリティーショー
- 恋愛ドラマな恋がしたい2（2018年12月 - 2019年2月、AbemaTV）

### ラジオ
- GOGOMONZ（2017年4月19日、FM NACK5） - パーソナリティ
  - 同内「DREAM CARAVAN」（2018年5月17日 - 2019年3月28日） - リポーター
- ラップが僕らのメッセージ〜フリースタイルラップ・サイファーという武器〜（2017年8月19日、NHK-FM） - リポーター[67]
- MAGICAL SNOWLAND（2017年10月 - 2018年3月、FM NACK5） - スノーレポーター
- 佐藤ミケーラ倭子のオールナイトニッポン0(ZERO)（2023年1月5日（4日深夜）、ニッポン放送） - パーソナリティ
- 佐藤ミケーラ倭子のゴフンのスキマ（『ザ・Podcastワールド』内）（2023年8月14日 - 、TBSラジオ） - パーソナリティ[31]

### Webラジオ
- 佐藤ミケーラのオールナイトニッポンi（2018年5月25日） - パーソナリティ

### ポッドキャスト
- ミケの世はVibes（2025年1月7日 - 6月24日、Artistspoken）

### ミュージック・ビデオ
- コブクロ「奇跡」（2015年2月26日公開）[68]

### ディスコグラフィ
- V.A.『THE ROCK ROLLS ON』（2013年6月21日発売、Poison Arts Records）
  - 提供曲: UNIC（ウニック）「どら焼き」

### 雑誌
- 東京ガールズジャーナル vol.6（セブン&アイ出版)
- JELLY（ぶんか社) - 専属モデル（2018年9月号 紙面初登場。同11月号からレギュラー - 2019年5月号）
- re-quest/QJ 30周年夏秋号（2021年6月、セイファート）- 表紙モデル
- an・an（2023年、マガジンハウス）[69]

### イベント
- ｢楽天カフェ｣ オープンレセプション・イベント（2014年4月27日、東京 渋谷)[70]
- YAMANOオープンキャンパス（山野美容専門学校）[8]
  - 卒業生ヘアメイクショー（2014年4月29日）
  - 山野愛子ジェーン校長ヘアメイクショー（2014年6月8日）
  - ブライダルヘアメイクショー（2014年6月15日）
  - 夏祭りYUKATA DAY（2014年7月13日）
  - トップサロン ドリームマッチ（2014年7月27日）
- sweet collection 2017（2017年4月15日、渋谷ヒカリエ) - リポーター
- 映画『触れッドペリー』アフタートーク（2023年3月11日、アップリンク吉祥寺）
- みんなで照らそう みけーらネオンパーティー（2023年6月4日・18日、グレースバリ池袋）
- 『恋する猿は木から落ちる』出版記念 やかましファンミーティング!!!（2024年5月18日、日仏会館ホール）
- 佐藤ミケーラ倭子 写真集 「en」発売記念イベント（2024年11月4日、HMV&BOOKS SHIBUYA）[35]
- 大暴れ！じゃじゃ馬ミケーラの大祭り!!in 2024（2024年12月15日、PLAT SHIBUYA）
- 関谷真由生誕祭2025〜この先もずっとmero meroでいてくれますか？♡〜（2025年7月26日、グレースバリ渋谷 グランデ）

## 書籍
小説
- 恋する猿は木から落ちる（2024年3月19日、KADOKAWA）ISBN 978-4-04-114718-4